# Lake Shore (Utah)
Lake Shore es un lugar designado por el censo ubicado en el condado de Utah en el estado estadounidense de Utah. En el año 2000 tenía una población de 755 habitantes. 

## Geografía
Lake Shore se encuentra ubicado en las coordenadas 40°7′30″N 111°44′7″O / 40.12500, -111.73528. Según la Oficina del Censo, la localidad tiene un área total de 28,8 km² (11,1 mi²), de la cual menos del 0,1% es agua.

## Demografía
Según la Oficina del Censo en 2000, habían 755 personas residentes en el lugar, 96,5% de los cuales eran personas de raza blanca. Los ingresos medios por hogar en la localidad eran de $57,212, y los ingresos medios por familia eran $57,212. Los hombres tenían unos ingresos medios de $35,714 frente a los $16,429 para las mujeres. La renta per cápita para la localidad era de $22,329. Alrededor del 4,3% de la población de Lake Shore estaba por debajo del umbral de pobreza.